# Battle Kid: Fortress of Peril
Battle Kid: Fortress of Peril es un videojuego de 2D independiente (Homebrew) de plataformas lanzado en febrero de 2010 para la consola Nintendo Entertainment System (NES). Fue desarrollado por Sivak Games y publicado por RetroZone. El diseño de la portada corrió a cargo del artista Larry Bundy Jr.
Originalmente, el juego solo estaba disponible en formato físico. Aunque el público solicitó una versión digital, el desarrollador aclaró que, debido a un contrato con RetroZone, no contemplaba un lanzamiento para otros formatos en un futuro cercano.
Sin embargo, tras un tiempo, Battle Kid: Fortress of Peril estuvo disponible digitalmente en la tienda en línea itch.io como archivo ROM. Por este motivo, se ha permitido su reproducción en emuladores de NES como Mesen o Nestopia.

## Jugabilidad
Battle Kid resulta ser muy similar a otros títulos como I Wanna Be The Guy (un juego indie freeware para PC), en términos de diseño del personaje principal, del arma de proyectiles que posee; la dificultad de prueba y error, así como la mecánica de muerte instantánea ante enemigos y peligros. Sin embargo, las similitudes terminan aquí, ya que en el modo de juego real los controles y los combates contra los jefes al final de cada etapa importante se asemejan mucho más a los juegos de Mega Man de NES. El personaje principal, Timmy, solo puede ser golpeado una vez antes de que finalice la partida. Sin embargo, mediante la selección de dificultad del juego, se pueden elegir “continuar” infinitos, gracias a lo cual el jugador volverá a comenzar desde el último punto de guardado. También existen llaves que desbloquean las diferentes áreas de la fortaleza y tarjetas de mejora que otorgan al jugador una serie de habilidades diferentes para superar los obstáculos. Hay más de 500 habitaciones individuales, más de 30 tipos de enemigos diferentes y múltiples niveles de dificultad.

## Argumento
El juego comienza con una cinemática que muestra un intercambio de palabras entre enigmáticas figuras sombrías, quienes hablan sobre la construcción de un supermech. Poco se sabe acerca de estos personajes o de sus verdaderas intenciones en esta etapa del juego.
Una semana después, la doctora Tina Byers, científica de Disch Corp, recibe una señal de transmisión alarmante proveniente de un lugar abandonado hace mucho tiempo: la Fortaleza Il'Akab, conocida también como la "Fortress of Peril". Este antiguo bastión fue habitado por una raza de magos que lo llenó de trampas mortales y criaturas peligrosas. Ahora, un grupo desconocido ha tomado el control del lugar y está desarrollando un arma supermech.
Ante esta amenaza, la Dra. Byers contacta al protagonista, Timmy, y le encomienda la misión de infiltrarse en la fortaleza y frustrar los siniestros planes del grupo. Equipado con un traje de combate prototipo y unos guantes mágicos, Timmy parte volando en su nave y aterriza directamente en medio de la acción.

## Lanzamientos
Hasta la fecha, ha habido tres lanzamientos de Battle Kid: Fortress of Peril. 
El original era una edición limitada de 33 ejemplares para las primeras preventas (los testers del juego y personal de producción). Cada copia estaba enumerada. El segundo (versión 1000) fue el principal y es el lanzamiento más conocido en la actualidad. Se publicó en febrero de 2010. Una tercera (versión 1100) se publicó el 2 de julio de 2010.
Las principales diferencias entre las versiones 1000 y 1100 de Battle Kid residen en la eliminación de un glitch descubierto en la versión 1000 del juego que permitía al jugador volverse invencible y por lo tanto ser capaz de ganar el juego con facilidad. También se arregló un efecto de sonido y las letras "D" y "V" de la fuente del juego, que podía confundirse a veces con "O" y "U", respectivamente. Además, el lanzamiento 1100 cuenta de forma exclusiva con un nivel adicional originalmente exhibido en la convención de juegos del 2010 ScrewAttack. Para acceder a él hay que escribir "SGCLEVEL" en la pantalla de introducción de contraseña.
La ilustración de la cubierta y de la etiqueta del cartucho para 1100 fue totalmente rediseñada por "Guru Larry" Jr. Bundy, quien hizo un dibujo a lápiz de la portada original. No obstante, no tuvo tiempo suficiente para terminar la obra personalmente y, por lo tanto, Sivak se hizo cargo.

## Battle Kid 2: Mountain of Torment
Anunciado el 12 de mayo de 2010, desarrollado por "Sivak Games". Se mostraron nuevas características, como nuevos tipos de bloques (hielo, transportadores, lodos...), Wall Grip, contador de muertes en el juego y la fase de introducción. La secuela se estrenó el 15 de diciembre de 2012.